# Teatro Pilar Duro
El Teatro Pilar Duro fue un conocido teatro y cine ya desaparecido de La Felguera, en el municipio asturiano de Langreo. 

## El teatro
Ante la carencia de un teatro de grandes dimensiones en la población, y por su pujanza industrial, se construyó un teatro neoclásico siguiendo el ejemplo de los teatros de Oviedo, Gijón y Avilés. Resultó mucho más modesto, constando de un patio de butacas con un palco a cada lado del escenario, un piso de palco principal con galerías a ambos lados y gallinero así como un decorado arco proscenio. Se bautizó al centro con el nombre de la única hija de Pedro Duro, prócer de la expansión industrial de La Felguera. Su ubicación, junto a la estatua del empresario y la iglesia de San Pedro.
En la fachada exterior destacaba un primer piso de puertas con dintel y una segunda planta con balcones de arcos de medio punto. 
El centro albergaba una amplia programación teatral y cinematográfica. Durante un tiempo también acogió el Casino local. Fue sede del Festival Internacional de Cine de La Felguera durante los años 60 (albergando varias proyecciones de numerosos países) así como del pregón de las fiestas locales.

### Demolición
Debido a un error urbanístico el edificio fue demolido en la década de 1970, contando para entonces con otras salas de proyección en la zona. El teatro se había quedado encajonado entre edificios de varias alturas. Sólo se conservó el piano que se situaba en el foso de orquesta, de 1876 de la marca Fritz Kuhla y fabricado en Berlín, que por diversos avatares acabó en este teatro y actualmente se encuentra en el actual Nuevo Teatro de La Felguera. Popularmente se sigue conociendo al edificio de viviendas que lo sustituyó como el Pilar Duro.